# Géza Kalocsay
Géza Kalocsay (ur. 30 maja 1913 w Berehowie, zm. 26 września 2008 w Budapeszcie) – węgierski piłkarz grający na pozycji napastnika, reprezentant Czechosłowacji i Węgier, trener (w latach 1966–1969 trener Górnika Zabrze).
Géza Kalocsay reprezentował barwy Unionu Berehovo, BFTC Berehowo, Sparty Praga, Olympique Lillois, Kispest FC, Ferencvárosi TC, Újpest FC, Ungvári AC oraz Szentlőrinci AC, a także reprezentacji Czechosłowacji (wicemistrzostwo świata 1934) i Węgier.
Jako trener prowadził Nyíregyházi MaDISz, Pápai Perutz, Debreceni Lokomotív, Honvéd Szeged, Vasas Izzó, Pécsi Dózsa, Partizana Belgrad, Standard Liège, Újpesti Dózsa, NA Hussein Dey, Górnika Zabrze, Ferencvárosi TC, Videoton FC, MTK Hungária, reprezentację Pakistanu oraz Al-Ahly Kair, a także był asystentem w reprezentacji Węgier i Algierii oraz w Górniku Zabrze.

## Kariera piłkarska
Géza Kalocsay karierę piłkarską rozpoczął w 1929 roku w juniorach Union Berehowo, w których występował do 1930 roku. Następnie w latach 1930–1932 grał w juniorach BFTC Berehowo. Następnie podpisał profesjonalny kontrakt ze Spartą Praga, z którym w sezonie 1935/1936 zdobył mistrzostwo Czechosłowacji, a także czterokrotnie wicemistrzostwo Czechosłowacji (1933, 1934, 1935, 1937), dwukrotnie Puchar Środkowo Czeski (1934, 1936) oraz Puchar Mitropa 1935. Występował w klubie do 1937 roku.
Następnie wyjechał do Francji, gdzie w latach 1937–1939 występował w Olympique Lillois, z którym dotarł do finału Pucharu Francji 1938/1939, w którym ulegli 3:1 z RC Paris.
Potem wyjechał na Węgry, gdzie grał w klubach: Kispest FC (1939-1940 – 21 meczów, 10 goli), Ferencvárosi TC (1940–1941 – 17 meczów, 8 goli – mistrzostwo Węgier 1941), Újpest FC (1941–1943 – 35 meczów, 17 goli), Ungvári AC (1943–1945 – 1 mecz) oraz w Szentlőrinci AC, w którym w 1947 roku po rozegraniu 1 meczu, zakończył w wieku 34 lat karierę piłkarską. Łącznie w lidze NB I rozegrał 75 meczów oraz strzelił 35 goli.

## Kariera reprezentacyjna
Géza Kalocsay w trakcie swojej kariery piłkarskiej reprezentował barwy dwóch krajów: Czechosłowacji i Węgier. W reprezentacji Czechosłowacji w latach 1933–1935 rozegrał 3 mecze. Został powołany przez selekcjonera Karela Petrů na mistrzostwa świata 1934 we Włoszech, na których jego drużyna przegrała w finale 1:2 z gospodarzami, jednak Kalocsay nie rozegrał na tym turnieju żadnego meczu. Natomiast w reprezentacji Węgier w 1940 roku rozegrał 2 mecze.

## Kariera trenerska
Géza Kalocsay w 1946 roku rozpoczął karierę trenerską w klubie ligi NB II – Nyíregyházi MaDISz. Następnie do 1952 roku prowadził Pápai Perutz. Następnymi klubami w karierze Kalocsaya były: Debreceni Lokomotív (1952–1953), Honvéd Szeged (1953), Vasas Izzó (1954–1955) (jednocześnie będąc asystentem Gusztáva Sebesa w reprezentacji Węgier) oraz Pécsi Dózsa (1956).
W sezonie 1957/1958 Kalocsay był trenerem jugosłowiańskiego Partizana Belgrad, z którym zdobył wicemistrzostwo kraju. W latach 1958–1961 trenował belgijski Standard Liège, z którym w sezonie 1960/1961 zdobył mistrzostwo kraju. Następnie wrócił do ojczyzny, gdzie w sezonie 1961/1962 był szkoleniowcem Újpesti Dózsa, z którym zdobył mistrzostwo kraju oraz dotarli do półfinału Pucharu Zdodywców Pucharów, w którym został pokonany przez późniejszego finalistę – włoską AC Fiorentinę (0:2, 0:1). Następnie wyjechał do Algierii, gdzie w latach 1963–1965 trenował NA Hussein Dey, a w latach 1964–1965 był asystentem Abderrahmana Ibrira w reprezentacji Algierii.
W 1966 roku przyjechał do Polski, gdzie w latach 1966–1969 trenował Górnik Zabrze, który pod wodzą Kalocsaya należał do jednych z czołowych zespołów w Europie. Zdobył z tym klubem mistrzostwo (1967), wicemistrzostwo Polski (1969), 3. miejsce w ekstraklasie (1968), dwukrotnie Puchar Polski (1968, 1969), a także dotarł do ćwierćfinału Pucharu Europy, w którym został pokonany przez późniejszego triumfatora tych rozgrywek – angielski Manchester United (0:2, 1:0).
Następnie wrócił do ojczyzny, gdzie w sezonie 1970 trenował Ferencvárosi TC, z którym zdobył mistrzostwo kraju, potem w 1971 roku wrócił do Górnika Zabrze, tym razem w roli asystenta Ferenca Szuszy. Następnymi klubami w karierze trenerskiej Kalocsaya były: Videoton FC (1971–1972) oraz MTK Hungária (1972–1974).
W latach 1974–1980 był selekcjonerem reprezentacji Pakistanu, następnie w latach 1980–1982 egipskiego Al-Ahly Kair, z którym dwukrotnie zdobył mistrzostwo kraju (1981, 1982), Puchar Egiptu (1981) oraz w sezonie 1982 triumfował w Afrykańskiej Lidze Mistrzów, po czym w wieku 69 lat zakończył karierę trenerską.

## Statystyki

### Reprezentacyjne
| Reprezentacja  | Rok     | Mecze | Bramki |
| -------------- | ------- | ----- | ------ |
| Czechosłowacja |         |       |        |
| 1933           | 1       | 0     |        |
| 1934           | 0       | 0     |        |
| 1935           | 2       | 0     |        |
| Łącznie        | Łącznie | 3     | 0      |
| Węgry          |         |       |        |
| 1940           | 2       | 0     |        |
| Łącznie        | Łącznie | 2     | 0      |

| Mecze i gole w reprezentacji | Mecze i gole w reprezentacji | Mecze i gole w reprezentacji | Mecze i gole w reprezentacji | Mecze i gole w reprezentacji | Mecze i gole w reprezentacji               |
| Lp.                          | Data                         | Miasto                       | Przeciwnik                   | Wynik                        | Rozgrywki                                  |
| Czechosłowacja               | Czechosłowacja               | Czechosłowacja               | Czechosłowacja               | Czechosłowacja               | Czechosłowacja                             |
| ---------------------------- | ---------------------------- | ---------------------------- | ---------------------------- | ---------------------------- | ------------------------------------------ |
| 1.                           | 09.04.1933                   | Wiedeń                       | Austria                      | 2:1                          | Mecz towarzyski                            |
| 2.                           | 14.04.1935                   | Praga                        | Austria                      | 0:0                          | Central European International Cup 1933–35 |
| 3.                           | 22.09.1935                   | Budapeszt                    | Węgry                        | 0:1                          | Central European International Cup 1933–35 |
| Węgry                        |                              |                              |                              |                              |                                            |
| 1.                           | 31.03.1940                   | Budapeszt                    | Szwajcaria                   | 3:0                          | Mecz towarzyski                            |
| 2.                           | 07.04.1940                   | Berlin                       | III Rzesza                   | 2:2                          | Mecz towarzyski                            |

## Sukcesy

### Zawodnicze
Sparta Praga
- Mistrzostwo Czechosłowacji: 1936
- Wicemistrzostwo Czechosłowacji: 1933, 1934, 1935, 1937
- Puchar Środkowo Czeski: 1934, 1936
- Puchar Mitropa: 1935

Olympique Lillois
- Finał Pucharu Francji: 1939

Ferencvárosi TC
- Mistrzostwo Węgier: 1941

Reprezentacja Czechosłowacji
- Wicemistrzostwo świata: 1934

## Szkoleniowe
Partizan Belgrad
- Wicemistrzostwo Jugosławii: 1958

Standard Liège
- Mistrzostwo Belgii: 1961

Újpesti Dózsa
- Mistrzostwo Węgier: 1962
- Półfinał Pucharu Zdobywców Pucharów: 1962

Górnik Zabrze
- Mistrzostwo Polski: 1967
- Wicemistrzostwo Polski: 1969
- 3. miejsce w ekstraklasie: 1968
- Puchar Polski: 1968, 1969
- Ćwierćfinał Pucharu Europy: 1968

Ferencvárosi TC
- Mistrzostwo Węgier: 1970

Al-Ahly Kair
- Mistrzostwo Egiptu: 1981, 1982
- Puchar Egiptu: 1981
- Afrykańska Liga Mistrzów: 1982

## Śmierć
Géza Kalocsay zmarł 26 września 2008 w Budapeszcie w wieku 95 lat.

## Upamiętnienie
W filmie Gwiazdy (2017) w reżyserii Jana Kidawy-Błońskiego w postać Kalocsaya wcielił się wokalista zespołu muzycznego Vox – Witold Paszt.